# Episodi di Yellowjackets (seconda stagione)
La seconda stagione della serie televisiva Yellowjackets, composta da nove episodi, è stata trasmessa sul canale statunitense Showtime dal 26 marzo al 28 maggio 2023.
La stagione è inoltre stata resa disponibile sul servizio streaming Showtime Anytime dal 24 marzo al 26 maggio 2023.
In Italia la stagione è stata distribuita sulla piattaforma streaming on demand Paramount+ dal 12 aprile al 7 giugno 2023.
| nº | Titolo originale            | Titolo italiano             | Prima TV USA   | Pubblicazione Italia |
| -- | --------------------------- | --------------------------- | -------------- | -------------------- |
| 1  | Friends, Romans, Countrymen | Amici, romani, concittadini | 26 marzo 2023  | 12 aprile 2023       |
| 2  | Edible Complex              | Complesso di adipe          | 2 aprile 2023  | 19 aprile 2023       |
| 3  | Digestif                    | Digestivo                   | 9 aprile 2023  | 26 aprile 2023       |
| 4  | Old Wounds                  | Vecchie ferite              | 16 aprile 2023 | 3 maggio 2023        |
| 5  | Two Truths and a Lie        | Due verità e una bugia      | 23 aprile 2023 | 10 maggio 2023       |
| 6  | Qui                         | Qui                         | 7 maggio 2023  | 17 maggio 2023       |
| 7  | Burial                      | Sepoltura                   | 14 maggio 2023 | 24 maggio 2023       |
| 8  | It Chooses                  | Sceglie                     | 21 maggio 2023 | 31 maggio 2023       |
| 9  | Storytelling                | Narrazione                  | 28 maggio 2023 | 7 giugno 2023        |

## Amici, romani, concittadini
- Titolo originale: Friends, Romans, Countrymen
- Diretto da: Daisy von Scherler Mayer
- Scritto da: Ashley Lyle e Bart Nickerson

### Trama
- Guest star: Ella Purnell (Jackie Taylor), Nicole Maines (Lisa), Nia Sondaya (Akilah), Sarah Desjardins (Callie Sadecki), Alexa Barajas (Mari), Nuha Jes Izman (Crystal), Rukiya Bernard (Simone Abara), Elijah Wood (Walter Tattersall).
- Ascolti USA: telespettatori 226 000 – rating 18-49 anni 0,03%[4]

## Complesso di adipe
- Titolo originale: Edible Complex
- Diretto da: Ben Semanoff
- Scritto da: Jonathan Lisco

### Trama
- Guest star: Ella Purnell (Jackie Taylor), Jane Widdop (Laura Lee), Nicole Maines (Lisa), Nia Sondaya (Akilah), Alex Wyndham (Kevyn Tan), John Reynolds (Matt Saracusa), Sarah Desjardins (Callie Sadecki), Alexa Barajas (Mari), Rukiya Bernard (Simone Abara), Nuha Jes Izman (Crystal), Andres Soto (Travis Martinez da adulto), Elijah Wood (Walter Tattersall).
- Ascolti USA: non disponibili

## Digestivo
- Titolo originale: Digestif
- Diretto da: Jeffrey W. Byrd
- Scritto da: Sarah L. Thompson e Ameni Rozsa

### Trama
- Guest star: Nicole Maines (Lisa), Nia Sondaya (Akilah), Alex Wyndham (Kevyn Tan), François Arnaud (Paul), Sarah Desjardins (Callie Sadecki), Alexa Barajas (Mari), Nuha Jes Izman (Crystal), Rukiya Bernard (Simone Abara), Elijah Wood (Walter Tattersall).
- Ascolti USA: telespettatori 210 000 – rating 18-49 anni 0,04%[5]

## Vecchie ferite
- Titolo originale: Old Wounds
- Diretto da: Scott Winant
- Scritto da: Julia Bicknell e Liz Phang

### Trama
- Guest star: Jane Widdop (Laura Lee), Nicole Maines (Lisa), Nia Sondaya (Akilah), François Arnaud (Paul), Sarah Desjardins (Callie Sadecki), Alexa Barajas (Mari), Rekha Sharma (Jessica Roberts), Nuha Jes Izman (Crystal), Jenn Griffin (Sybill), Elijah Wood (Walter Tattersall).
- Ascolti USA: telespettatori 226 000 – rating 18-49 anni 0,03%[6]

## Due verità e una bugia
- Titolo originale: Two Truths and a Lie
- Diretto da: Ben Semanoff
- Scritto da: Katherine Kearns e Sarah L. Thompson

### Trama
- Guest star: Nicole Maines (Lisa), Nia Sondaya (Akilah), Alex Wyndham (Kevyn Tan), John Reynolds (Matt Saracusa), Sarah Desjardins (Callie Sadecki), Alexa Barajas (Mari), Nuha Jes Izman (Crystal), Andres Soto (Travis Martinez da adulto), Elijah Wood (Walter Tattersall).
- Ascolti USA: telespettatori 163 000 – rating 18-49 anni 0,02%[7]

## Qui
- Titolo originale: Qui
- Diretto da: Liz Garbus
- Scritto da: Karen Joseph Adcock e Ameni Rozsa

### Trama
- Guest star: Nicole Maines (Lisa), Nia Sondaya (Akilah), Alex Wyndham (Kevyn Tan), John Reynolds (Matt Saracusa), François Arnaud (Paul), Sarah Desjardins (Callie Sadecki), Nuha Jes Izman (Crystal), Alexa Barajas (Mari).
- Ascolti USA: telespettatori 158 000 – rating 18-49 anni 0,04%[8]

## Sepoltura
- Titolo originale: Burial
- Diretto da: Anya Adams
- Scritto da: Rich Monahan e Liz Phang

### Trama
- Guest star: Nicole Maines (Lisa), Nia Sondaya (Akilah), John Cameron Mitchell (Caligula), François Arnaud (Paul), Alexa Barajas (Mari), Elijah Wood (Walter Tattersall).
- Ascolti USA: telespettatori 165 000 – rating 18-49 anni 0,03%[9]

## Sceglie
- Titolo originale: It Chooses
- Diretto da: Daisy von Scherler Mayer
- Scritto da: Sarah L. Thompson e Liz Phang

### Trama
- Guest star: Nicole Maines (Lisa), Nia Sondaya (Akilah), Alex Wyndham (Kevyn Tan), John Reynolds (Matt Saracusa), Ella Purnell (Jackie), Sarah Desjardins (Callie Sadecki), Alexa Barajas (Mari), Elijah Wood (Walter Tattersall).
- Ascolti USA: telespettatori 143 000 – rating 18-49 anni 0,03%[10]

## Narrazione
- Titolo originale: Storytelling
- Diretto da: Karyn Kusama
- Scritto da: Ameni Rozsa

### Trama
- Guest star: Nicole Maines (Lisa), Nia Sondaya (Akilah), Alex Wyndham (Kevyn Tan), John Reynolds (Matt Saracusa), Sarah Desjardins (Callie Sadecki), Alexa Barajas (Mari), Elijah Wood (Walter Tattersall).
- Ascolti USA: telespettatori 134 000 – rating 18-49 anni 0,02%[11]